# Batalla de Guadalete (745)
La batalla de Guadalete de 745 fue un episodio de la revuelta yemení del Valiato de al-Ándalus.

## La revuelta
La política de Abu l-Jattar al-Husam ibn Darar al-Kalbi, favorable a los árabes de origen yemení, acabó provocando la sublevación de los kaisitas y algunos yemeníes, que bajo el mando de As-Sumayl ibn Hatim al-Kilabi, del yund de Qinnasrin, y de Tuwaba ibn Salama al-Yudami, del clan yemení de los yudamitas, le vencieron en abril de 745 a orillas del río Guadalete, proclamándose nuevo valí el segundo.